# Pau Vidal Oliver
Pau Vidal Oliver   (Llucmajor, 21 d'agost de 1920 - Palma, 25 de desembre de 2004) fou un jugador i entrenador de futbol mallorquí del RCD Mallorca i del Reial Madrid. És considerat com un dels millors extrems esquerre del futbol espanyol dels anys 1940.
Fill únic de Pau Vidal Sastre, sabater de professió, i de Catalina Oliver Mut, naixé a Llucmajor el 1920. S'inicià en el futbol a l'equip de l'Espanya de Llucmajor, però la guerra civil (1936-1939) el dugué a fer el servei militar a Menorca i en finalitzar la contesa el fitxà pel Reial Mallorca. La temporada 1939-1940 s'havia duit a terme una reestructuració radical del futbol espanyol i se situà al Mallorca i al Constància a una nova Segona Divisió formada per grups geogràfics, juntament amb Castelló, Llevant, Sabadell, Girona, Granollers i Badalona. El Mallorca quedà penúltim i descendí. La temporada 1943-44 el Reial Mallorca, amb Vidal erigit en una de les seves principals figures en la posició d'extrem esquerr, ascendí a Segona Divisió, però Vidal fitxà pel Reial Madrid de primera divisió.
Vidal debutà oficialment amb el Reial Madrid el 28 de gener de 1945 i es mantingué en l'equip madridista durant cinc temporades, des de la 1944-45 fins a la 1948-49, tenint en el seu haver dos títols de Copa d'Espanya, en 1946, el final de la qual de Montjuïc enfront del València no jugà per lesió, ocupant Elices el seu lloc, i 1947; així com l'honor d'haver figurat en l'alineació titular del Reial Madrid en el partit inaugural de l'estadi Nuevo Chamartín, posteriorment estadi Santiago Bernabéu, el 14 de desembre de 1947.
La temporada 1949-50 Vidal tornà al Mallorca després d'haver jugat 86 partits oficials amb el Reial Madrid i fet 19 gols. Amb la volta de Vidal el Mallorca té una participació discreta en la Lliga, però en la Copa d'Espanya arribà per primera vegada en la seva història fins a quarts de final. La temporada 1952-53 fou entrenador del CE Espanya de Llucmajor. El juny de 1953, amb trenta-tres anys, Vidal deixà el futbol com a jugador, després d'haver fet 78 gols amb el RCD Mallorca i essent actualment el 5è jugador que ha fet més gols del RCD Mallorca. Accedí a entrenar a un Mallorca sumit en una greu crisi econòmica i de nou en Tercera Divisió. Vidal entrenà el Mallorca tota la temporada 1954-55 i part de la temporada 1955-56 en què fou substituït per l'entrenador d'origen hongarès Esteban Platko.